# Elvärket
Elvärket var en svensk proggrupp 1976-1981.
Elvärket var mest kända i Stockholm och låg på bland annat på Sveriges Radio P4:s Stockholmstoppen. Bandet har spelat med bland annat Eldkvarn, Herr Marmelad och hans skorpor och Under Ica. Elvärket var främst ett liveband. Live var de kända för arbetartexter och att vara ett välspelande gitarrbaserat rhythm and blues-band. Bland de mer kända tidigare låtarna hittar man till exempel Wallenberg, Direktörerna, Livet är som en hockeymatch och Moskvasymfonin. Med tiden var sångaren och kompositören Nisse Berglund den mest framträdande på scenen. Tillsammans med Bosse Svedberg och Tomas Bartosz bildade han 1981 D.O.R. (Dansorienterad rock).
I Elvärket fanns även Anders Heyman (sång, gitarr), Sid Sax (Claes Carlsson, sedermera medlem i Eldkvarn) och Lennart Holmgren (munspel), från bland annat Solen Skiner, med under olika perioder.

## Medlemmar
- Bosse Svedberg – trummor
- Håkan Ek – gitarr, sång
- Nisse Berglund – basgitarr, sång
- Sid Sax (Claes Carlson) – saxofon
- Tomas Bartosz – gitarr, sång
- Anders Heyman – gitarr, sång
- R. Wallenberg – orgel
- Lennart Holmgren – munspel

## Diskografi
Studioalbum
- 1981 – Het vinter (mini-album)

Singlar
- "Måns i Vasastan" / "Direktörerna" (Musiklaget) (1978)
- "Vill du leka med mej?" / "Dum-dum" (Musiklaget) (1980)